# HRP-4C
HRP-4C é um robô humanoide criado pelo Instituto Nacional de Ciência e Tecnologia Industrial Avançada do Japão e demonstrado publicamente em 16 de março de 2009, na cidade de Tóquio. O robô faz parte do Humanoid Robotics Project, daí sua sigla HRP, sendo este o quarto modelo do projeto. Possui forma feminina, sua altura é de 1,58 m e pesa 43 kg, incluindo bateria. As dimensões de seu corpo foram baseadas nas dimensões médias do corpo das mulheres japonesas e sua movimentação é possível graças a 30 motores, sendo capaz de adotar poses e podendo, inclusive, caminhar. O rosto conta com oito motores para modificar a expressão da camada de silicone que o cobre, podendo gesticular e expressar várias emoções, como fadiga e surpresa, além de ser capaz de piscar e sorrir. Também conta com sistemas de reconhecimento de fala e síntese de voz.
A robô está prevista para ser usada na indústria do entretenimento como modelo. Ela possui cabelos negros, corpo prateado, feições nipônicas e 42 dispositivos para simular movimentos e expressões faciais de modelos humanas, os quais são controlados à distância através de bluetooth. Sua estreia nas passarelas aconteceu no dia 23 de março de 2009, apresentando um desfile de jovens estilistas na Semana de Moda de Tóquio.
De acordo com o instituto, a modelo-robô custou 20 milhões de ienes (cerca de 470 mil reais).